# Alessandro Celin
Celin, właśc. Alessandro Padovani Celin (ur. 11 września 1989 w Castelo, w stanie Espírito Santo) – brazylijski piłkarz pochodzenia włoskiego, grający na pozycji napastnika.

## Kariera klubowa
W 2010 rozpoczął karierę piłkarską w Profute R-J, skąd w następnym roku przeszedł do ASA Arapiraca. Latem 2011 wyjechał do Chin, gdzie potem bronił barw Gwangju FC. Jednak nie potrafił przebić się do podstawowego składu, dlatego na początku 2012 powrócił do ojczyzny, gdzie został piłkarzem Rio Branco Cariacica. Nie zagrał żadnego meczu, próbował swoich sił w Fulham F.C. oraz innych klubach, ale podpisać kontrakt nie udało się. 29 grudnia 2012 zasilił skład South China AA, klubu z Hongkongu. Po zakończeniu sezonu 2012/13 kontrakt nie był przedłużony. 17 października 2013 jako wolny agent przeszedł do Wołyni Łuck. W grudniu 2014 opuścił wołyński klub.